# Де Шрайдер, Пьер
Пьер де Шрайдер (фр. Pierre de Schryder;* 12 октября 1913, Бове — 16 мая 1953, Париж) — был французским коммунистом, бойцом Сопротивления под кодовым именем «Жакмен» из организации Фран-тирёры и партизаны, приговоренный к смертной казни, но бежавший.

## Биография
Де Шрайдер профессионально работал продавцом в торговых залах Парижа. Кроме того, в 1943 году он служил комиссаром по персоналу FTP в регионе R X (ранее R 75).
В возрасте 31 года он стал руководителем FTP в Париже.

### Арест и пытки
19 ноября 1943 года, когда де Шрайдер направлялся на встречу в Комб-ла-Виль, он был арестован французской полицией. Во время ареста он случайно встретил Жоржа Никол, регионального вербовщика, а также Леона Кледа, политического деятеля, который был ранен при попытке побега. После ареста де Шрайдер был доставлен в префектуру Парижа, где его пытали в течение трех дней, не получив от него никаких сведений.
14 декабря 1943 года де Шрайдер был передан немецким оккупационным властям и отправлен в тюрьму Фресне. Там он, вместе с 26 другими сопротивленцами, был подвергнут судебному разбирательству. Двадцать из них были приговорены к смерти, а де Шрайдер и другие осужденные мужественно переносили свои наказания.

### Процесс и побег
Процесс над де Шрайдером и его товарищами начался 20 марта 1944 года и продолжался четыре дня. Приговоры к смертной казни были вынесены на основании того, что сопротивленцы «не потерпели бы трусости» в своей борьбе. После вынесения приговора осужденным разрешили в последний раз увидеться с семьями и получить посылки с продуктами.
11 апреля 1944 года де Шрайдер и его товарищи были переведены в другую камеру, где им сообщили, что их прошения о помиловании были отклонены, и что они будут расстреляны в 15:00. В этот исключительный момент де Шрайдеру удалось освободиться от наручников, открыть транспортное средство, в котором его везли, и сбежать. Он выпрыгнул из грузовика и убежал, когда тот находился рядом с фортом Мон-Валериен.

### После побега
Сначала побег де Шрайдера вызвал недоверие, так как ранее случались случаи инсценированных побегов. Однако отчеты о его храбрости и решимости избежать ареста позже сделали его побег почитаемым актом сопротивления. После освобождения Парижа коммунистическая газета L’Humanité в своих выпусках от 4 и 5 октября 1944 года рассказала о «чудесном побеге» де Шрайдера и опубликовала фотографию, на которой он изображен с наручниками, которые он снял при побеге.
де Шрайдер продолжил свою работу в коммунистической прессе и позже работал в L’Humanité, где его продолжали почитать как символ сопротивления нацистской оккупации Франции.